# Puchar Świata w Triathlonie 2010
Puchar Świata w Triathlonie 2010 (ITU Triathlon World Cup 2010) – cykl dziewięciu zawodów triathlonowych rozgrywanych w ramach Pucharu Świata. Nie posiada odrębnej klasyfikacji. Dwa najlepsze występy w Pucharze Świata wliczane są do klasyfikacji Mistrzostw Świata. Rozpoczął się 27 marca w Mooloolaba, a zakończy 17 października w Tongyeong.

## Kalendarz
| Data                 | Miejsce      | Zwyciężczyni     | Zwycięzca             |
| 27 marca 2010        | Mooloolaba   | Vendula Frintova | Brad Kahlefeldt       |
| 18 kwietnia 2010     | Monterrey    | Paula Finadlay   | João Silva            |
| 25 kwietnia 2010     | Ishigaki     | Kiyomi Niwata    | Walentin Meszczerakow |
| 12 czerwca 2010      | Hy-Vee, OH   | Emma Snowsill    | Tim Don               |
| 10 lipca 2010        | Holten       | Erin Densham     | Ivan Tutkin           |
| 8 sierpnia 2010      | Tiszaújváros | Julia Sapunowa   | Reinaldo Colucci      |
| 10 października 2010 | Huatulco     | Ai Ueda          | Javier Gomez          |
| 17 października 2010 | Tongyeong    | Jodie Swallow    | Dan Wilson            |